# Greet Minnen
Greet Minnen (n. 14 august 1997, Turnhout, Flandra, Belgia) este o jucătoare de tenis belgiană. Cea mai bună clasare a sa la simplu este locul 59 mondial, în octombrie 2023, și locul 45 la dublu, în ianuarie 2024.